# Sydlige Buh
 Denne artikel omhandler et en flod i det sydlige Ukraine. Opslagsordet har også en anden betydning, se Bug.
Sydlige Buh (også Bug eller Boh; ukrainsk: Південний Буг, tr. Pivdennyj Buh; russisk: Южный Буг, tr. Juzjnyj Bug, oldgræsk: Hypanis) er en flod i Ukraine, der udspringer i Podoliens vestlige højland omkring 90 km vest for byen Khmelnytskyj og omkring 145 km sydøst for grænsen til Polen. Sydlige Buh flyder mod sydøst via den odessiske steppe mellem floderne Dnepr og Dnestr og udmunder i Sortehavet via Dnepr-Buh-deltaet. Floden er 806 km lang og har et afvandingsareal på 63.700 km².

## Sejlbar
Der er flodhavne i Mykolajiv og Voznesensk, og floden er sejlbar 160 km fra udløbet til havnen i Voznesensk i Mykolajiv oblast.
I 2011 blev der offentliggjort planer om at genoplive kommerciel fragtsejlads på Sydlige Buh for at servicere den stigende eksport af korn fra Ukraine.

### Broer
Varvarivskij-broen, der er den sydligste bro over floden i Mykolaiv er en svingbro med Europas største spændvidde på 134 m.

### Byer
Større byer langs floden er Khmelnytskyj, Vínnitsja, Pervomajsk og Mykolajiv. De største bifloder er Inhul og Kodima.